# 사브리나의 오싹한 모험
《사브리나의 오싹한 모험》(영어: Chilling Adventures of Sabrina)은 넷플릭스에서 2018년 10월부터 방영 중인 미국의 공포, 초자연 드라마이다. 아치 코믹스의 동명 만화책을 원작으로 하며, 주인공 '사브리나' 역은 키어넌 십카가 연기한다.